# 棕黄小鼬鳚
棕黄小鼬鳚（学名：Brotulina fusca），又名暗色線深鳚、深海鼬魚、褐深海鼬鱼、琉球鼬鲫、琉球鼬鱼，为胎鼬鳚科小鼬鳚属的一種鱼类。分布于仅见于琉球群岛南部石垣岛附近以及台湾西南部、北部及东北部珊瑚礁区等，属于太平洋西北部珊瑚礁区底层小型鱼类。该物种的模式产地在Aguni岛、RiuKiu。